# Grundstein des Friedens

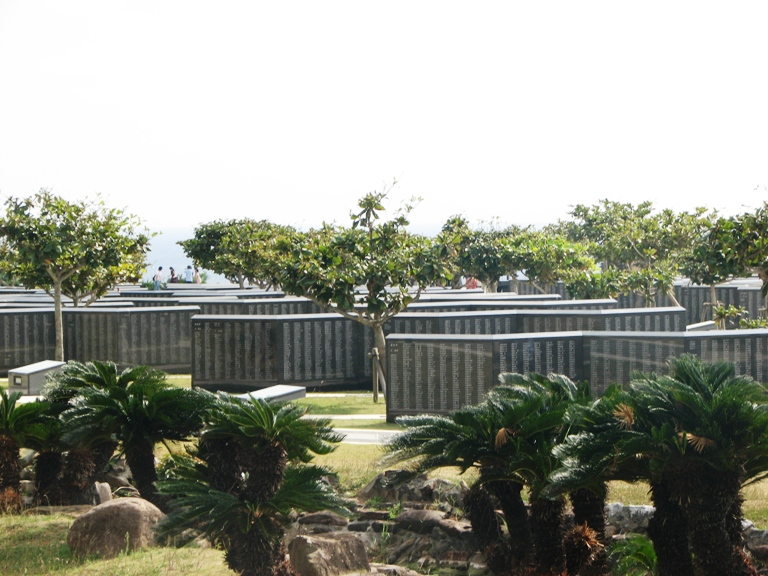
Die Grundsteine des Friedens

Der Grundstein des Friedens (jap. 平和の礎, Heiwa no Ishiji) ist ein in Itoman auf Okinawa errichtetes Denkmal. Es soll zusammen mit dem Okinawa Prefectural Peace Memorial Museum an die Getöteten der Ereignisse vor und während der Schlacht um Okinawa erinnern. Hierzu soll die Gedenkstätte als Ort der Erinnerung an die Verluste des Krieges, als Gebetsstätte für ewigen Frieden und als Ort der Meditation, sowie der Weitergabe der Lektionen des Krieges dienen.

## Geschichte
Das Denkmal wurde am 23. Juni 1995, dem 50. Jahrestag des Endes der Schlacht um Okinawa, enthüllt. Als Standort wurde der Schauplatz schwerer Kämpfe zum Ende der Schlacht in der Nähe des ehemaligen Hauptquartiers der Japanischen Kräfte auf dem Mabuni Hügel (Hill 89) gewählt. Es liegt innerhalb des Okinawa Senseki Quasi-National Park.
Der Name wurde nach Angaben des damaligen Gouverneurs von Okinawa, Masahide Ōta, als Referenz an die Kooperation und Sicherheit zwischen Japan und den Vereinigten Staaten gewählt. Masahide schreib später in seinem Buch "Okinawa: Heiwa no Ishiji", dass er hoffe, ein Ort der Erinnerung und des Lernens würde dazu beitragen, die Spannungen anlässlich der US-amerikanischen Militärpräsenz auf der Insel zu reduzieren.
Im Jahr 2000 besuchte US-Präsident Bill Clinton die Gedenkstätte. In einer Rede bestärkte er die Absichten, das Militärpersonal auf Okinawa zu reduzieren.

## Grundsteine und Inschriften
Als Design wurde nach einem Wettbewerb das Konzept "Everlasting Waves of Peace" ausgewählt. Es besteht aus 116 wellenförmig angeordneten Granit-Stelen. Auf diesen wurden die Namen der Getöteten der Schlacht um Okinawa, unabhängig ihrer Herkunft und ob Zivilist oder Soldat, eingraviert. Die Namen der Getöteten sind hierbei in der Sprache ihres Heimatlandes zu finden.
Es sind die Namen der folgenden Toten zu finden:
- Menschen, die bei Ereignissen vor und während Schlacht um Okinawa umkamen. Hierbei wurde der Zeitraum der Stationierung der 32. Japanischen Armee auf Okinawa (22. März 1944 bis zum 25. März 1945) gewählt.
- Menschen, die bei der Schlacht um Okinawa zwischen dem 26. März 1945 und dem 7. September 1945 getötet wurden.
- Menschen, die durch kriegsbedingte Ereignisse zwischen dem 7. September 1945 und dem 7. September 1946 getötet wurden.
- Getötete Einwohner Okinawas des gesamten Pazifikkrieges. Als Zeitraum wurde hierbei die Zeit ab dem Mukden-Zwischenfall bis zur Kapitulation Japans gewählt

Bei der Enthüllung waren 234.183 Namen auf den Gedenksteinen zu finden. Da jährlich weitere Namen hinzugefügt werden, ist die Zahl auf über 241.000 angewachsen. Darunter 140.000 Einwohner Okinawas, 77.000 Einwohner der anderen Präfekturen Japans, 14.000 US-Amerikaner und 82 Einwohner des Vereinigten Königreiches.
Eine Studie der University of California erstellte eine Visualisierung der Gedenkstätte und der Ereignisse der Schlacht und ließ dabei Fotografien der Archive des Department of Defense einfließen.